# Productgroep
Een productgroep is een verzameling ('groep') producten, die tot één productcategorie behoren.

## Classificatie
- 1. productcategorie, bijvoorbeeld kleding
- 1.1 productgroep, bijvoorbeeld schoeisel
- 1.1.1 product, bijvoorbeeld schoen
- 1.1.1.1. producttype, bijvoorbeeld sportschoen
- 1.1.1.1.1. productvariant, bijvoorbeeld rode sportschoen